# Ursulapoppenricht
Ursulapoppenricht ist ein Pfarrdorf und Gemeindeteil des Marktes Hahnbach im Landkreis Amberg-Sulzbach in der Oberpfalz in Bayern.

## Herkunft des Namens
Der Ortsname Ursulapoppenricht setzt sich aus den beiden Bestandteilen Ursula und Poppenricht zusammen. Um den Ort vom nicht weit entfernten Michaelpoppenricht, jetzt Poppenricht, zu unterscheiden, wurden vor die eigentlichen Ortsnamen die Namen der Kirchenpatrone Ursula und Michael gesetzt. In früheren Zeiten – als der Ort den Zusatz Ursula noch nicht führte – erschien Ursulapoppenricht als „Bobmried“ oder im Jahr 1519 als „Popenriede“. Dabei handelte es sich um eine Zusammensetzung des mittelhochdeutschen riet, was durch Rodung fruchtbar gemachtes Land bedeutet, mit dem altdeutschen Personennamen Poppo (im Genitiv Poppen). So wurde der erste Siedler auf dem gerodeten Landstück bezeichnet. Der Ortsname Poppenricht bedeutete also ursprünglich Siedlung des Poppo auf gerodetem Land.

## Geschichte
Am 1. Januar 1972 wurde die ehemalige Gemeinde Ursulapoppenricht nach Hahnbach eingegliedert.

## Verkehr
Die Bundesstraße 299 umgeht Ursulapoppenricht im Westen, die Kreisstraße AS 31 geht in Ost-West-Richtung durch den Ort.